# 高崎艺术短期大学
高崎艺术短期大学（日语：／ Takasaki Geijutsu Tanki Daigaku *），简称艺短（げいたん）是过去一所位于日本群马县多野郡吉井町的私立短期大学。

## 概要

### 简介
- 短期大学为于1981年开办[1]、由学校法人堀越学园经营。招生到2003年、停办于2008年[2]。[2]。

### 历史
- 1981年 高崎短期大学成立并同时设置音乐科。
- 1983年 音乐专攻成立于专科。
- 1988年 美术科成立、改校名为高崎艺术短期大学[1]
- 2003年 招生最后、次年停止招生（正式停办于2008年2月28日[2]）。

## 学校环境
- 校区：在了群马县多野郡吉井町[注 1]

## 历任校长
- 堀越久良：第一代短期大学校长[3]。

## 组织

### 学科
- 音乐科　
  - 器乐专攻
  - 声乐专攻
- 美术科 
  - 设计·工艺专攻
  - 绘画专攻

### 专科
| - 音乐专攻 - 美术专攻 |

### 业余课程
| - 没有 |

## 相关链接
- 日本短期大学列表